# Luís Carlos, Conde de Áquila
Luís Carlos de Bourbon-Duas Sicílias, Conde de Áquila (em italiano: Luigi Carlo Maria Giuseppe Gaspar Baldassarre Melchiorre Gennaro Rosalino Ferdinando Francesco d'Assisi Francesco di Paola Francesco di Sales Antonio Abate Benedetto Lucio Donato Bonoso Andrea d'Avellino Luitgardo Rite Gertrude Venanzio Taddeo Spiridione Rocco Vincenzo Ferreri Camillo Vincenzo di Paola Domenico di Borbone-Due Sicilie;Nápoles, 19 de julho de 1824 — Paris, 5 de março de 1897), foi um Príncipe das Duas Sicílias, almirante honorário da Armada Imperial Brasileira, vice-almirante da marinha real das Duas Sicílias e eleito Vice-rei da Sicília em janeiro de 1848. Era o décimo terceiro filho do rei Francisco I das Duas Sicílias, e de sua esposa, a infanta Maria Isabel da Espanha e, portanto, membro do ramo italiano da Casa de Bourbon.
Foi irmão da Rainha da Espanha, da Imperatriz do Brasil, da Duquesa de Berry, da Grã-Duquesa da Toscana e do Rei das Duas Sicílias. Casou-se com a princesa Januária do Brasil no Rio de Janeiro, filha do imperador e rei D. Pedro I do Brasil & IV de Portugal, e de sua primeira esposa, a arquiduquesa Maria Leopoldina da Áustria. O casal se estabeleceu em Nápoles, onde nasceram seus cinco filhos e onde residiram até à invasão das tropas de Garibaldi em 1861.

## Biografia

### Infância e juventude

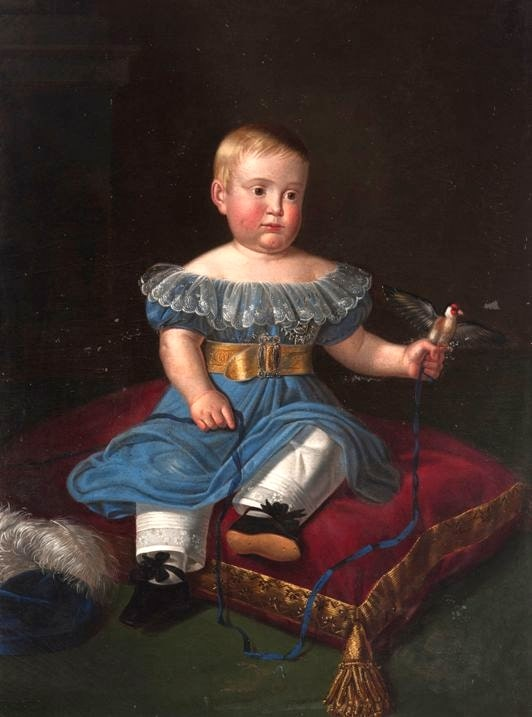
O conde d'Áquila com dois anos de idade, por Giuseppe Cammarano, 1825

Luís Carlos nasceu em 19 de julho de 1824 no Palácio Real, Nápoles, Duas Sicílias. Era o décimo primeiro filho do então Duque da Calábria, Francisco mais tarde rei Francisco I das Duas Sicílias, e da sua segunda esposa, a infanta Maria Isabel da Espanha, ela mesma filha do rei Carlos IV da Espanha e da princesa Maria Luísa de Parma. Por meio de seu pai, o príncipe, portanto, pertencia ao ramo italiano da Casa de Bourbon, enquanto, por sua mãe, ele descendia dos Bourbons da Espanha e de Parma.
Ao nascer, ele foi registrado pelo prefeito de Nápoles, que também acumulava a função de oficial extraordinário do Estado Civil do Reino, Giuseppe Pignatelli, Marquês de Casalnuovo. O nascimento ocorreu às três e meia da manhã, do dia 19 de julho de 1824.
O rei Francisco faleceu quando Luís tinha 6 anos, vindo a mãe a casar-se, posteriormente, com um oficial da Guarda Real, ocupando-se pouco dos filhos. Os numerosos herdeiros foram educados por preceptores nem sempre de comprovada competência. A sorte dos príncipes e, em particular, de D. Luís Carlos, foi que o irmão mais velho, o rei Fernando II, era um monarca notável, que não somente fez uma ótima administração do reino, mas se ocupou pessoalmente da instrução dos irmãos. Luís Carlos recebeu o título de Conde d’Áquila, concedido por Decreto Real de 19 de setembro de 1824. Áquila é uma pequena e florescente cidade nos Abruzos, de origem pré-romana, com inúmeros e lindos palácios e igrejas. Depois do estudo primário, de religião e de línguas estrangeiras, foi decidido que ele estaria destinado à Marinha. Deve-se sublinhar que naquele tempo a Marinha de Nápoles era a terceira maior da Europa, ficando atrás somente da Inglaterra e da França. Aos 15 anos, vestiram-lhe a farda e o príncipe começou sua carreira no mar.
A família real duo siciliana era de uma absoluta dedicação à Igreja e em constante contato com o Vaticano, em particular, com o Papa Pio IX.
Serviu a bordo de várias fragatas, como a “Zeffiro”, a “Valoroso” e “Amélia”, realizando viagens de instrução e visitas a quase todos os portos do Mediterrâneo. As muitas cartas de Fernando II dirigidas ao irmão, pedindo informações sobre as atividades navais e recomendando a observação dos preceitos da Santa Madre Igreja são muito elucidativas. Além das informações do capitão de Tommaso, os comandantes dos vários navios deviam manter o Rei informado constantemente sobre os progressos do real cadete. Uma das paixões do príncipe, desde menino, era a pintura, tendo recebido, já desde a primeira infância, aulas do famoso pintor napolitano Gabriele Samargiassi. Este renomado artista retratou todas as propriedades dos Bourbons, a começar pelo Palácio Real de Caserta, com o seu maravilhoso parque. A especialidade de Samargiassi, porém, era pintar as Marinhas, tema no qual Luís Carlos também se especializou. Este talento seria de suma importância em sua vida futura. Com o passar dos anos, ele conquistaria prêmios no Salão de Paris, além da menção na famosa enciclopédia Benezit.
Fernando II conseguiu não somente elevar a Marinha ao mais alto nível, seja a mercantil ou a militar, impulsionando o seu progresso e imprimindo uma estrutura moderna ao reino. Foi ele quem instalou o primeiro trem da Itália, criou o primeiro selo postal, saneou a moeda e conseguiu por um freio no chamado “brigantaggio”. Ele pode ser considerado um dos mais completos governantes da Europa do seu tempo. Todos o respeitavam, e, como veremos, Luís Carlos mantinha verdadeira veneração e admiração, além de um profundo respeito a seu real irmão.
Além de ser irmão do rei Fernando II, era irmão da Duquesa de Berry, da Grã-Duquesa da Toscana, da Imperatriz do Brasil e da Rainha-Regente da Espanha. 
Em 1843, o príncipe não tinha vinte anos, mas seu futuro interessou muito às chancelarias das grandes potências. A questão do casamento da jovem rainha Isabel II da Espanha e de sua irmã mais nova divide a Europa, o Reino Unido e a França. Foi considerado propor ao governo espanhol o Conde de Áquila como noivo da soberana. No entanto, o príncipe napolitano tem outros projetos matrimoniais em mente e recusa a oferta que lhe foi feita.

## Casamento

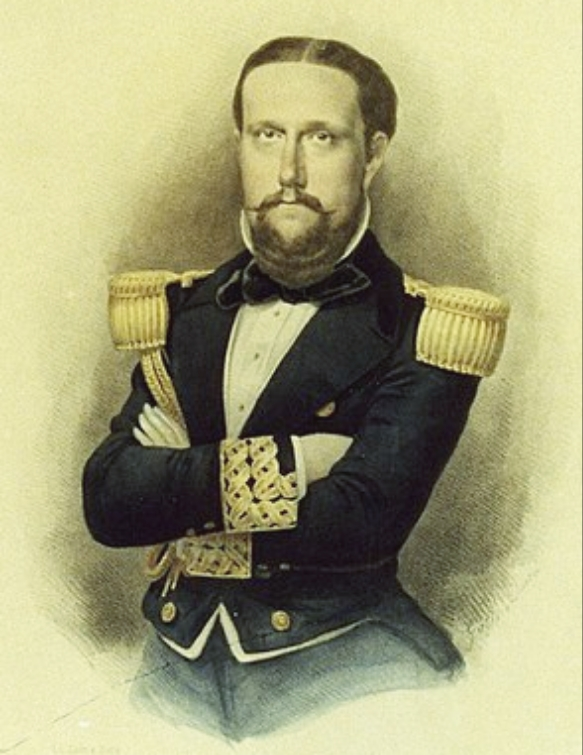
O Conde d'Áquila em uma litografia da época de seu casamento

Em março de 1843, uma das irmãs do Conde de Áquila, a princesa Teresa Cristina das Duas Sicílias, deixou Nápoles para se casar, no Rio de Janeiro, com o imperador D. Pedro II do Brasil. Tendo o conde de Áquila ingressado na marinha das Duas Sicílias, o rei Fernando II encarregou-o de acompanhar a jovem ao seu novo país. A designação do Conde de Áquila não é, no entanto, acidental. A irmã mais velha de D. Pedro II, sendo sua única herdeira, a constituição brasileira à proíbe de deixar seu país enquanto seu irmão não tiver filhos. No entanto, o Brasil não tem partido suficientemente alto para casar com a jovem: é, portanto, imperativo que um príncipe europeu venha se estabelecer no Brasil para casar com ela e garantir a continuidade dinástica. O conde de Áquila sendo colocado muito longe na linha de sucessão ao trono napolitano, poderia facilmente se estabelecer no Rio de Janeiro.
O Conde de Áquila encontra a princesa Januária em setembro de 1843, os dois jovens rapidamente se apaixonam. D. Pedro II concorda em formalizar sua união, e Luís parte para as Duas Sicílias em 1º de outubro para pedir ao rei a sua permissão e instalar-se definitivamente no Brasil. O príncipe retornou ao Rio de Janeiro no início de 1844. O casamento dele com D. Januária foi cercado de muita pompa. D. Pedro II disponibilizou como moradia ao futuro cunhado o Paço da Cidade. O conde d’Áquila partiu no domingo, dia 28 de abril, para se encontrar com a noiva e os imperadores no Palácio de São Cristóvão. De lá, um grande cortejo seguiu até o Paço da Cidade. Passaram pelas ruas cheias de gente, coloridas por flores e pelas colchas nos balcões. No Paço, com a corte reunida e a chegada do corpo diplomático e dos ministros, seguiram para a Capela Imperial. Depois da cerimônia houve recepção no Paço, parada militar e um jantar. O Paço da Cidade agora ficava sendo a residência oficial da princesa imperial e do Conde d'Áquila. No acordo matrimonial constavam:
"Art. II. Logo que se verifique o matrimônio, Sua Alteza Real o Príncipe D. Luiz Carlos Maria, Conde d'Aquila, esposo de Sua Alteza Imperial a Princesa Imperial do Brasil D. Januária Maria, será considerado como Príncipe da casa e da Família Imperial do Brasil, e gozará de todos os direitos e prerrogativas que pela Constituição do Império competem a tais Príncipes. Tomará o título de Príncipe Imperial, que atualmente pertence á sua futura Augusta Esposa; quando, porém, Sua Majestade o Imperador tiver descendência, os dois Augustos Esposos tomarão o titulo de Príncipe e Princesa do Brasil, conservando com tudo o Tratamento de Alteza Imperial, seguem-se amplas dotações, para si e para os filhos, que serão também, Príncipes do Império."

### Vida no Brasil
Já casado e no Brasil, o príncipe não deu a devida atenção ao teor do conspícuo pacto matrimonial, pois, depois das bodas, almejava deixar o Brasil. O artigo 11 da convenção o prendia ao Brasil, e a reação do novo Príncipe Imperial, ao saber da restrição, foi absolutamente infantil. Dom Pedro II não podia ceder até que pelo menos o primeiro filho do casal tivesse visto a luz do dia. O conde de Áquila, com os seus 19 anos, não parecia disposto a trocar a sua residência europeia pelo então monótono ambiente do Rio de Janeiro. O príncipe pisava em um terreno completamente desconhecido.
Ignorava a maneira de agir da Corte do Brasil, e com certeza desconhecia a influência de um mordomo, mesmo sendo este mordomo-mor, junto ao Imperador. Os dias se passavam e o jovem oficial foi feito Almirante Honorário da Armada, presidente honorário deste venerável silogeu, recebendo todas as condecorações do Império. Enfim, estava sendo agraciado com todas as honrarias possíveis na nova terra. Escrevia para Nápoles, descrevendo como a população do Rio tinha-o recebido, aclamando-o com entusiasmo, e que a imprensa lhe fazia grandes elogios. Passava temporadas na Fazenda Imperial de Santa Cruz, saía a cavalo em companhia do Imperador e de Dona Januária, chegando a subir a cavalo até ao Corcovado. Paulo Barbosa deve ter tido contatos desde o começo com o “Novo Príncipe Imperial”, que era impulsivo, mas também um grande observador. Na Europa, o príncipe certamente era acostumado a receber um tratamento condizente com a sua posição. Daquele momento em diante o mordomo procurou afastar o “novato” das graças do Imperador. Temia que a união entre os dois pusesse em perigo o seu domínio. O conde de Áquila via coisas que Dom Pedro ou não via ou confiava na ação do seu velho mordomo.
Paulo Barbosa esperava que o inexperiente príncipe se sujeitasse ao seu poder, e isto ele não conseguiu. Depois de tantos anos, como o Imperador confiasse ainda na sua pessoa, Barbosa lançou presumivelmente, como autodefesa, sua venenosa intriga: o Conde d’Áquila desejava afastá-lo do poder, criando uma Regência presidida por Dona Januária e, com um tempo tomar seu poder. Este boato surtiu um grande efeito sobre Dom Pedro, que voltou-se abertamente contro o cunhado. E Barbosa estava a salvo!
Aquela dose de veneno é a única atitude que poderia ter levado Dom Pedro II àquela reação. Os cunhados não se falavam mais, Dona Januária e a Imperatriz choravam, procurando conformar-se com o desentendimento. Dom Pedro não concedia a licença de partir ao casal, e o príncipe já planejava em como fugir ou então fazer com que Dona Januária renunciasse ao título de “Princesa Imperial” junto à Câmara para assim se ver livre e poder viajar.
Depois de ficarem hospedados no Paço da Cidade, o príncipe alugou um palacete em Botafogo para fugir do ar “putrefeito” – em sua opinião -, do centro da cidade e, sobretudo, para não ficar sob o controle do mordomo. Uma das queixas foi a de que o mordomo expediu somente um dia antes da realização da Gala do Paço, os convites para a comemoração do aniversário de casamento do Imperador, em 4 de setembro de 1844. Os Áquila não o receberam a tempo e não puderam comparecer. O Imperador pensou que se tratava de uma afronta voluntária. A situação já tinha chegado a tal ponto que, vindo Dom Pedro visitar a irmã, não cumprimentou o cunhado e não lhe dirigiu sequer a palavra, saindo sem olhá-lo. O Rei, em Nápoles recebia não somente as cartas desesperadas do irmão, mas obtinha igualmente os relatórios do ministro Merolla. Fernando II devia estar preocupado com a situação no Rio e tentava acalmar os ânimos exaltados do príncipe.
O casal passava o tempo com pequenas excursões e visitas, não em companhia do Imperador. A pressão familiar devia ser forte, e assim, Dom Pedro, para livrar-se do incômodo cunhado, assina, no dia 18 de outubro de 1844, a licença para que deixasse o país por um ano, com a obrigação de que voltasse, se possível, antes. Esta permissão foi comunicada informal e antecipadamente à Câmara, que oficialmente, entretanto, só tomou conhecimento em 1º de janeiro de 1845, através da Fala do Trono, quando o Imperador alegou a saúde de Dona Januária como justificativa da viagem. Da mesma maneira, a anuência fora antecipada ao nascimento do herdeiro, Dom Afonso Pedro, o qual nasceria em 23 de fevereiro de 1845.
Dom Pedro ficou triste com a partida da irmã, mas profundamente aliviado com o afastamento do cunhado. Dom Pedro propôs ceder um navio, possivelmente o “Constituição” para levá-los à Europa. O Conde d'Áquila, confiante por ter conseguido arrancar esta licença do Imperador recusou, dizendo que tomaria o navio francês Reine Blanche, que estava prestes a chegar. Esta resolução deixou os Imperadores, e sobretudo a Imperatriz Dona Tereza Cristina, muito angustiados. Para ela, seria mais uma separação da família.

### Regresso a Nápoles

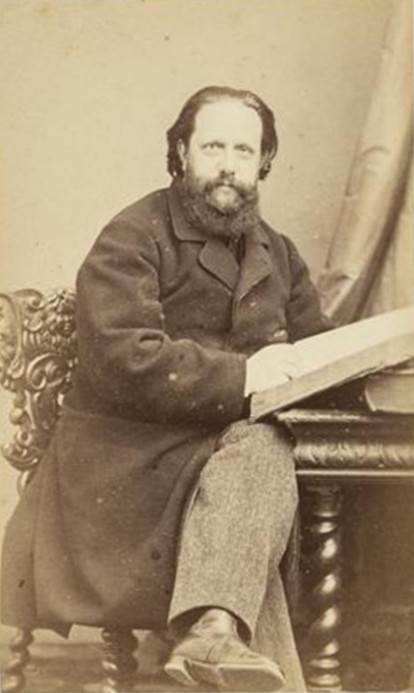

O príncipe e a princesa, desembarcam em Brest, onde o prefeito local os aguardava. Seguiram logo para Paris, onde foram recebidos pela família real francesa. Depois de alguns dias, seguiram para Nápoles. Um navio os levaria de Marselha à capital do Reino. Grandes festejos os esperavam na chegada, hospedando-se por um período no Palácio Real. O seu irmão Fernando II lhes reservou o Palácio Campo Franco, no centro de Nápoles. Nos primeiros dias, receberam muitas visitas de parentes e amigos que desejavam conhecer sua esposa. Pouco tempo depois da chegada, no dia 18 de julho de 1845, nasce o primeiro filho do casal, o príncipe Luís Fernando, que recebeu o nome em homenagem ao pai e ao tio, o rei Fernando II. O príncipe passa a receber uma pensão de 60.000 ducados por ano. Já almirante honorário da Frota Brasileira desde seu casamento, logo foi nomeado vice-almirante da Marinha Real das Duas Sicílias e Presidente do Conselho do Almirantado.
Quase um ano depois do primeiro filho, em 22 de julho de 1846, nasce a princesa Leopoldina. Em 12 de agosto de 1847, nasceu o príncipe Filipe, e em 11 de setembro de 1848, nasce um príncipe que viveu apenas 24 horas.
Em janeiro de 1848, uma insurreição eclodiu em Palermo e a independência da Sicília foi proclamada pelos rebeldes. O Rei Fernando II das Duas Sicília em seguida, envia o Conde de Áquila para restaurar a situação na ilha. Colocado à frente de uma frota de navios a vapor e uma tropa de 5.000 homens, a missão do príncipe é bombardear as cidades rebeldes. No entanto, a intervenção dos cônsules das grandes potências impede-o de cumprir a missão que lhe foi confiada e regressa a Nápoles para informar o rei do desenrolar dos acontecimentos. Desconcertado com o que acabou de acontecer, Fernando II resolve mudar sua política. Sob o conselho da diplomacia britânica, ele concedeu à Sicília uma ampla autonomia e nomeou o conde de Áquila vice-rei da ilha (decretos de 18 e 19 de janeiro de 1848). No entanto, os revolucionários sicilianos rejeitam as propostas do soberano e a promoção do conde de Áquila permanece letra morta. Após vários meses de incerteza, a insurreição siciliana é, portanto, reprimida pelo exército, não sem que Fernando II tenha ganhado o apelido de Rei bomba após ter bombardeado as cidades rebeldes.
Em 24 de janeiro de 1851, nasceu o último filho do casal, Emmanuel, que viveu apenas dois dias.
Em 1857, o Conde d'Áquila adquiriu a Villa Rosebery, no golfo de Nápoles, perto de Possílipo, que ostentava uma das mais bonitas vistas da região. Na mesma Luís Carlos continuava a ampliar o parque com plantas raras e construiu um pequeno porto. Ele batizou a vila de “Brasiliana”, em homenagem à Januária. Os trabalhos de repristinação do parque duraram 3 anos, até que, em 1860, com a queda da Monarquia Borbônica, os piemonteses, iniquamente expropriaram a “Brasiliana”, sem que a família tivesse tido ocasião de usá-la. Enquanto Januária se ocupava dos filhos, o Conde d'Áquila se dedicava não somente à Marinha, mas ao restauro de antigas igrejas, a obras de caridade e à pintura.
O ano de 1859 foi muito triste para o casal, pois em 14 de fevereiro faleceu sua filha Leopoldina, com 13 anos. Poucos meses depois, em 22 de maio faleceu o rei Fernando II, então com 49 anos. Foi outra perda irreparável, e daquele momento em diante o Reino estava fadado ao fim, e também o prestígio do Conde d’Áquila.

### O fim do Reino das Duas Sicílias

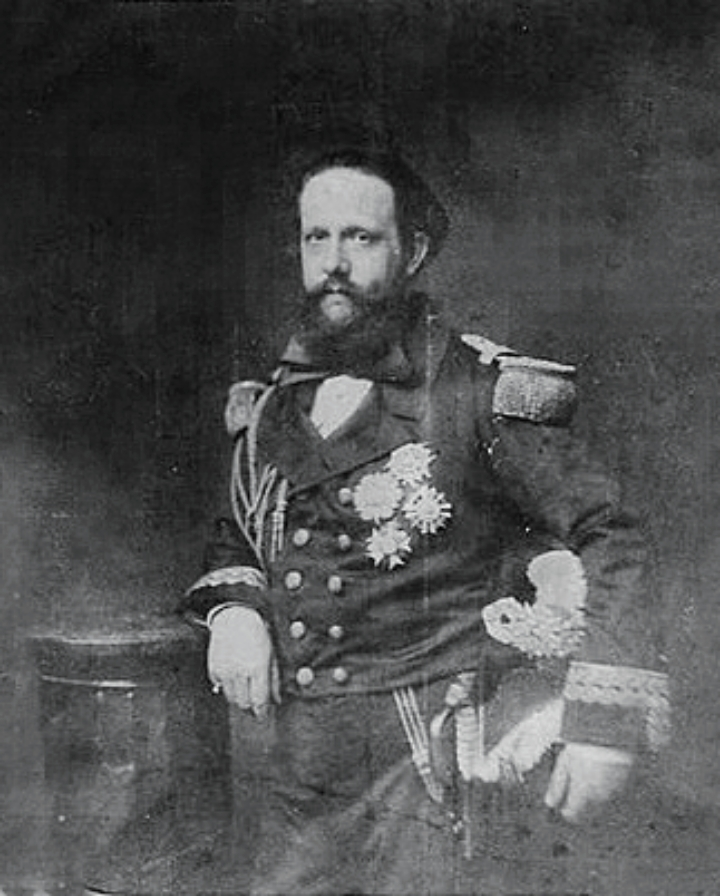
O Conde d'Áquila durante a Expedição dos Mil

Na Itália, a década de 1850 foi marcada pelo Risorgimento e o Reino das Duas Sicílias foi duramente atingido pelo desenvolvimento de ideias nacionalistas. Com a morte do rei Fernando II em 1859 e o lançamento da Expedição dos Mil por Giuseppe Garibaldi, o país ameaça entrar em colapso. No entanto, o novo soberano, Francisco II, mostrou fraqueza e se recusou a ouvir os conselhos de seus tios, cuja lealdade ele logo começou a questionar. O conde de Áquila não esconde o desacordo com o sobrinho, que considera muito fraco contra Garibaldi, é suspeito de querer tomar o poder ao ser proclamado regente. Francisco II, portanto, ordenou a partida do Conde de Áquila da Itália em 17 de agosto de 1860. Dando uma gargalhada o rei disse: “O Conde d’Aquila que aspire ao trono do Brasil”. Eles esperavam se exilar no Brasil, mas acabaram por ficar no sul da frança.
A despeito de seguirem para Londres, os condes d’Áquila desembarcaram em Marselha e optaram por permanecer em Paris, onde se instalaram à Avenue de l`Imperatrice. Napoleão III não criou alguma dificuldade e os declarou bem-vindos. Portanto, foi no exílio que o conde de Áquila e sua família souberam da anexação do sul da Itália pela Casa de Sabóia.

## Últimos anos

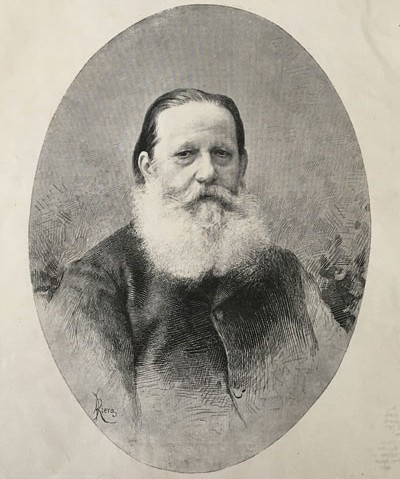
O conde d'Áquila já idoso

O conde d'Áquila e sua família passaram seus últimos anos na França. Seu filho mais velho, Luís Fernando, foi sugerido para se casar com Isabel, filha e herdeira de D. Pedro II. Ele se adequava perfeitamente às tendências e aos sentimentos exclusivos dos brasileiros já que era filho de uma. Mas D. Pedro II não pensava em juntar o primogênito da ex-princesa imperial, com nenhuma das duas filhas. 
Após a queda da monarquia espanhola, eles cederam seu palácio parisiense por alguns meses ao sobrinho, o príncipe Caetano, Conde de Girgenti, genro da ex-rainha da Espanha. Apesar da reconciliação com o imperador Pedro II do Brasil, eles nunca voltaram ao país da princesa Januária.
Os Condes d’Áquila transferiram-se para Londres, onde, em 1872, acontece finalmente o encontro com D. Pedro II, D. Teresa Cristina e D. Francisca. Visitaram a rainha Vitória no Castelo de Windsor.

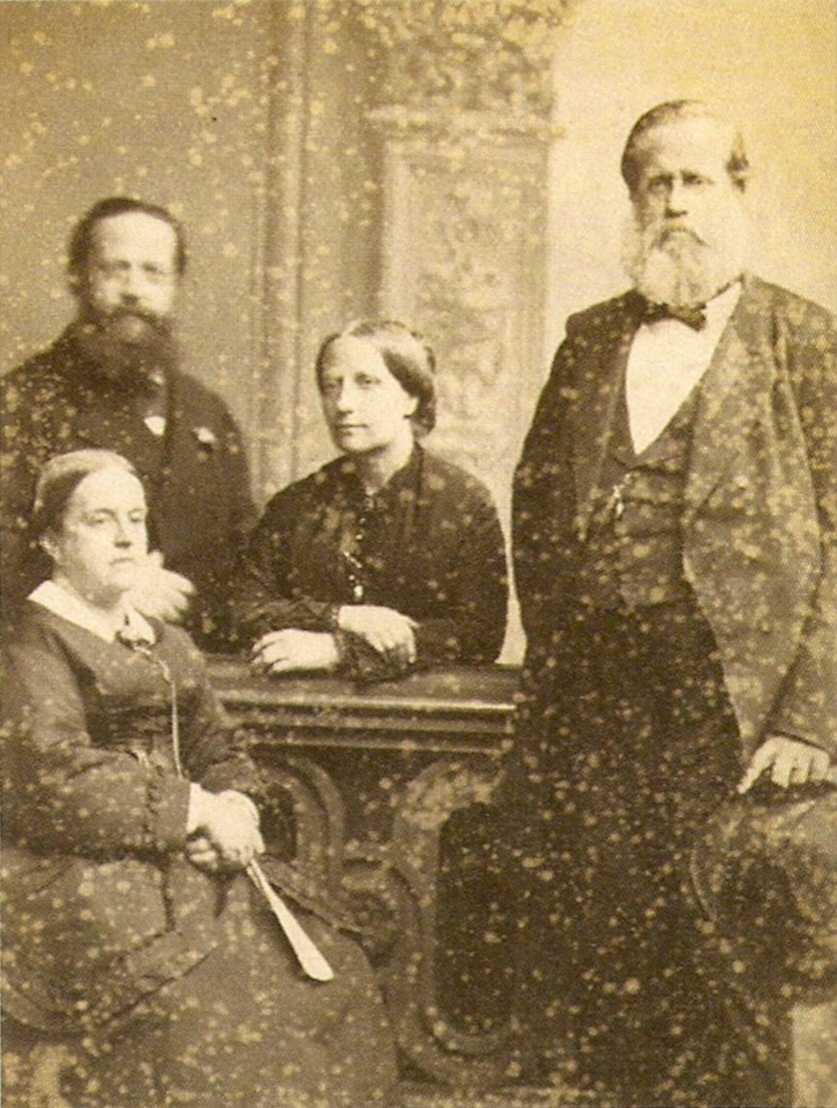
Da esquerda para a direita: Princesa Januária (sentada), o Conde d'Áquila, Imperatriz Teresa Cristina e Imperador Pedro II do Brasil.

Em Londres, alguns anos mais tarde, esgotaram-se os recursos familiares e os Condes tiveram sério revés, passando a viver em estado de grande penúria. O Conde d'Áquila, gostava do luxo e do supérfluo, e nunca deu valor ao dinheiro. Mesmo com a família destronada e exilada, viveu em considerável luxo. Gastava o que não possuía, seus móveis e objetos foram à penhora pública quando moravam em Londres, literalmente leiloados. O imperador Pedro II e a imperatriz viúva, D. Amélia, os socorreu, salvando o dinheiro e a reputação da família. Desgraçadamente Luís Carlos ficou, penso pela sua inexperiência e leviandade, envolvido num problema de dívidas e sequestro de bens, que foi largamente divulgado e que repercutiu também negativamente no Brasil. Diante do problema o casal manda seu segundo filho, Filipe Luís para o Brasil, para lá ser educado por D. Pedro II.

### Um príncipe artista

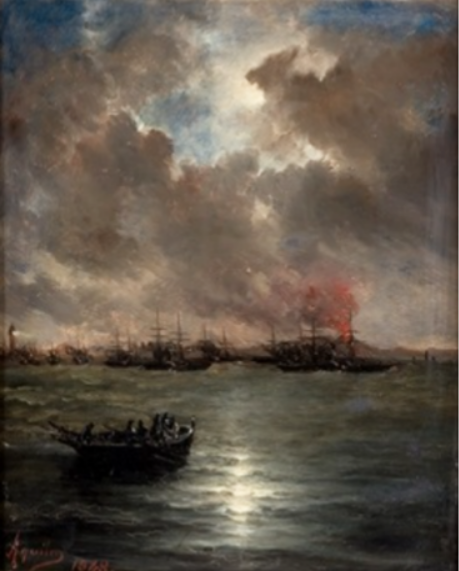
Batalla naval, 1848 uma das printuras do Conde d'Áquila

No exílio dedicou-se assiduamente à pintura, sob a influência dos paisagistas franceses e expondo suas pinturas, muito apreciadas, em muitas exposições, e sobretudo na grande exposição de 1878. Algumas das suas obras estão agora expostas nas residências de suas famílias. Uma de suas pinturas, intitulada Tempestade, pode assim ser admirada no Museu Imperial de Petrópoles.

### Morte

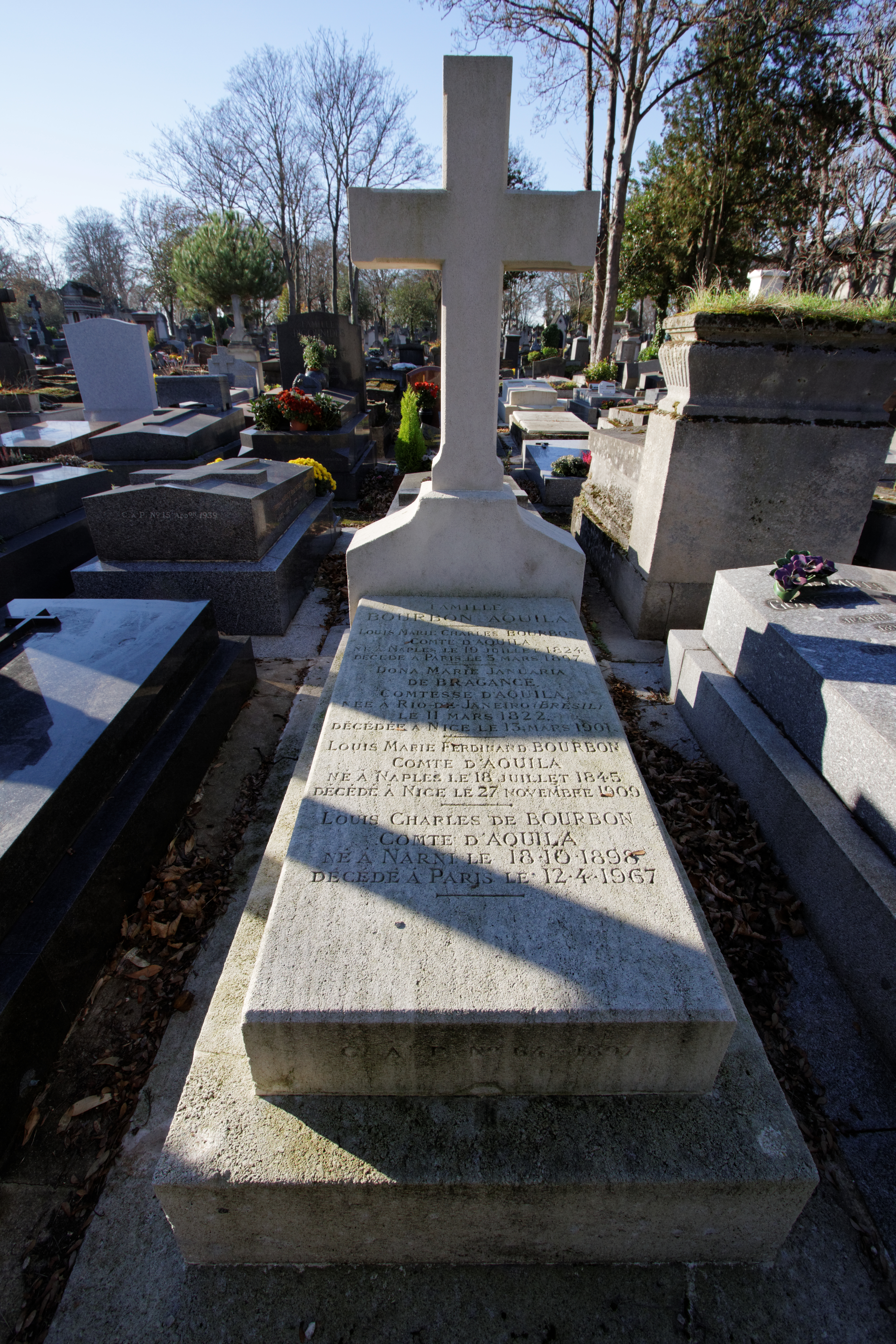
Túmulo do Conde d'Áquila e de sua família no Cemitério do Père-Lachaise.

O conde d'Áquila morreu em Paris em 5 de março de 1897. Ele está sepultado no Cemitério Père Lachaise.

## Descendência
| Nome          | Imagem | Nascimento             | Morte                   | Notas                                                                                    |
| ------------- | ------ | ---------------------- | ----------------------- | ---------------------------------------------------------------------------------------- |
| Luís Fernando |        | 18 de julho de 1845    | 27 de novembro de 1909  | Casou-se morganaticamente com Maria Amelia Isabel Bellow-Hamel y Penot, com descendência |
| Leopoldina    |        | 22 de julho de 1846    | 14 de fevereiro de 1859 | Morreu na infancia, está sepultada na Basílica de Santa Clara                            |
| Filipe Luís   |        | 12 de agosto de 1847   | 9 de julho de 1922      | Casado morganaticamente com Flora Böonen, sem descendência                               |
| Filho         |        | 11 de setembro de 1848 | 12 de setembro de 1848  | Viveu apenas 24 horas, está sepultado na Basílica de Santa Clara                         |
| Emmanuel      |        | 24 de janeiro de 1851  | 26 de janeiro de 1851   | Morreu com dois dias de vida, está sepultado na Basílica de Santa Clara                  |

## Títulos e honras

### Títulos e estilos
- 19 de junho de 1824 — 19 de setembro de 1824: Sua Alteza Real, o Príncipe Luís Carlos das Duas Sicílias
- 19 de setembro de 1824 – 28 de abril de 1844:  Sua Alteza Real, o Conde de Áquila
- 28 de abril de 1844 — 23 de fevereiro de 1845:   Sua Alteza Imperial e Real, o Príncipe Imperial Consorte do Brasil, Conde de Áquila
- 23 de fevereiro de 1845 — 5 de março de 1897:  Sua Alteza Imperial e Real, o Conde de Áquila

### Honrarias duo sicilianas
- Cavaleiro da Ordem de São Januário
- Grã-Cruz da Ordem de São Fernando e do Mérito
- Grã-Cruz da Ordem Constantiniana de São Jorge

### Honrarias estrangeiras
- Cavaleiro da Ordem do Velocino de Ouro[30]
- Grã-Cruz da Ordem de Carlos III [31]
- Grã-Cruz da Ordem do Mérito de San Lodovico[32]
- Cavaleiro da Ordem de São Huberto
- Grã-Cruz da Imperial Ordem do Cruzeiro
- Grã-Cruz da Imperial Ordem de Pedro I
- Grã-Cruz da Imperial Ordem da Rosa
- Grão-Cruz da Ordem da Legião de Honra
- Cavaleiro da Ordem de Cristo
- Cavaleiro da Ordem de São Bento d'Avíz
- Cavaleiro da Ordem de Sant'Iago da Espada[33]